# HMS Urania (R05)
HMS Urania (R05/F08) là một tàu khu trục lớp U được Hải quân Hoàng gia Anh Quốc chế tạo trong Chương trình Khẩn cấp Chiến tranh để phục vụ trong Chiến tranh Thế giới thứ hai. Urania sống sót qua cuộc chiến tranh, được cải biến thành một tàu frigate nhanh chống tàu ngầm Kiểu 15 vào năm 1953 với ký hiệu lườn mới F08, và tiếp tục phục vụ cho đến khi ngừng hoạt động năm 1977 và bị tháo dỡ năm 1980.

## Thiết kế và chế tạo
Urania được chế tạo tại xưởng tàu của hãng Vickers-Armstrongs và được đặt lườn vào ngày 18 tháng 6 năm 1942. Nó được hạ thủy vào ngày 19 tháng 5 năm 1943 và nhập biên chế cùng Hải quân Hoàng gia vào ngày 18 tháng 1 năm 1944.

## Lịch sử hoạt động
Urania đã tham gia hoạt động và sống sót qua Chiến tranh Thế giới thứ hai. Nó được cải biến thành một tàu tiện nghi thuộc hạm đội dự bị vào năm 1949, và đặt căn cứ tại Devonport. Sau đó nó được chọn để cải biến toàn diện thành một tàu frigate nhanh chống tàu ngầm Kiểu 15, và ký hiệu lườn được thay đổi từ R05 sang F08. Nó hoạt động tại khu vực Địa Trung Hải cùng các tàu chị em được hoán cải cùng lớp Ursa, Undine và Ulysses; tham gia Chiến dịch Musketeer tại vùng kênh đào Suez và cuộc khủng hoảng chính trị tại Síp trước khi quay trở về nhà.
Urania được đưa về lực lượng dự bị vào năm 1966 và bị tháo dỡ vào tháng 2 năm 1971.